# Lato tajemnic
Lato tajemnic – druga część cyklu powieściowego Jane Austen XXI wieku autorstwa Rosie Rushton.

## Wzorzec
Książka jest adaptacją powieści Opactwo Northanger autorstwa Jane Austen.

## Treść
Caitlin Morland otrzymuje stypendium Hectora Olivera dla szkół artystycznych. W nowej szkole poznaje Izzy Thorpe i Summer Tilney – dwie dziewczyny z bardzo bogatych domów. Zazdrości im ich stylu życia, a mianowicie tego, że rodzice pozwalają im późno wracać do domu i nie przejmują się ich wydatkami na ubrania. Caitlin nie może uwierzyć, gdy koleżanki skarżą się jej na życie w bogatej rodzinie.
Pewnego dnia, gdy Caitlin czyta plotkarski tygodnik, podchodzi do niej Izzy Thorpe, która chce odwiedzić Caitlin w jej domu. Panna Morland uważa to za niedorzeczność i nie chce zaprosić tam koleżanki. Ale ulega w końcu namowom nowej koleżanki i zaprasza ją do siebie. Potem zaczyna się lekcja, w trakcie której omawiane są obrazy Rubensa. Panna Morland nie wypowiada się o obrazach z entuzjazmem i uważa, że jest on nieciekawy. Po szkole przychodzi do niej Izzy. Jest ona zachwycona rodziną Caitlin oraz jej mieszkaniem. Pod dom podjeżdżają Jamie i Tom Porter, któremu zaczyna podobać się Caitlin.
Na parę tygodni przed imprezą urodzinową, Izzy, Caitlin, Jamie i Tom wybierają się na imprezę do klubu Goryl Mango. Caitlin po kilku tańcach z Tomem zamawia sobie sok. Podchodzi do niej Summer, która także jest na imprezie. Po rozmowie, do Caitlin podchodzi Bianca Joseph i postanawia poderwać dwóch chłopaków. Gdy Caitlin stara się do nich podejść z Biancą, nagle ktoś ją potrąca i sok, który trzyma w ręce się rozlewa. W ten sposób dziewczyna poznała Ludo Tilneya. Chłopak proponuje jej coś do picia i rozmawiają o Summer. Tom podchodzi do swojej towarzyszki i proponuje  jej, aby pojechali do innego klubu, ale panna Morland się nie zgadza. Postanawia pomóc Ludo (poprosił ją, aby wyciągnęła Summer z toalety damskiej). Po powrocie do domu, Caitlin rysuje węglem portret Ludo.
Nadchodzi dzień imprezy u Izzy. Caitlin przebiera się za Rose z filmu „Titanic”. W trakcie przyjęcia oblewa się wodą i nakłada na siebie koło ratunkowe, co powoduje duże zainteresowanie od płci męskiej. Nagle ktoś dzwoni do drzwi i po otwarciu ich zaczynają błyskać flesze. To reporterzy, którzy próbują przyczepić się do pomyłek ojca Izzy. Dziewczyna zdradza im, że rodzice znajdują się na przyjęciu w Royal Pavillon.  Parę dni po urodzinach, do domu Caitlin przychodzi zapłakana Izzy. Opowiada jej o tym, że rodzice na nią nakrzyczeli z powodu wygadania się o miejscu ich pobytu.  W tym samym czasie, Caitlin oświadcza rodzicom, że została zaproszona przez Summer, aby spędziła dwa tygodnie wakacji wraz z nią we włoskiej posiadłości Tilneyów – Casa Vernazza, położonej w Ligurii. Rodzice Caitlin zgadzają się na to, a Jamie postanawia im powiedzieć, że wybiera się tam z Izzy.
Nadchodzi dzień wyjazdu. W trakcie lotu samolotem Caitlin przegląda plotkarskie czasopisma, na co zwraca uwagę Ludo. Udaje zdziwienie, gdy widzi treść nagłówków artykułów i udaje niecierpliwego, aby dowiedzieć się o innych „pasjonujących” szczegółach życia gwiazd. Następnie, zaczyna czytać książkę, a Caitlin już podejrzewa, że nie jest nią zainteresowany. Z lotniska odbierają ich Gabriella i Luigi. Ludo i Caitlin zabierają się z Gabriellą, a gdy ta wychodzi na moment z samochodu, aby porozmawiać z przyjaciółką, rozmawiają na temat Summer i jej matki.
Po przyjeździe do Casa Vernazza, Summer pokazuje Caitlin jej pokój oraz obrazy matki. Następnie wybierają się na wycieczkę po miasteczku. Caitlin spaceruje koło kościoła, gdy nagle słyszy głos koleżanki i jakiegoś faceta. Od strony posiadłości nadchodzą Ludo i jego ojciec. Chłopak proponuje Caitlin wycieczkę łodzią motorową, na którą ona się zgadza. W trakcie kolacji, trwa rozmowa na ten temat i do Ludo oraz Caitlin dołączają się Freddie, Izzy, Jamie i Summer oraz Gabriella.
W trakcie wycieczki wszyscy, oprócz Jamiego idą pływać. Ale Summer i Caitlin nie zostają na długo w wodzie, bo panna Tilney ma zamiar zabrać koleżankę do galerii. Idą tam i udają studentki sztuki, które mają opisać twórczość Eleny Cumani-Tilney. Ale gdy Lorenzo przynosi im obraz, Summer zaczyna płakać, a on wie, że odwiedziła go córka artystki. Do Caitlin dzwoni Ludo, który chce, aby obie wróciły już do domu, bo sir Magnus się niepokoi. Summer nie odzywa się do koleżanki w drodze powrotnej, ponieważ twierdzi, że ta śledziła ją w dniu wycieczki do miasta. Ale na szczęście wszystko sobie wyjaśniają, ale panna Tilney wciąż twierdzi, że przyjaciółka jest nieszczera i coś ukrywa.
Caitlin postanawia pomóc Summer w poznaniu tajemnicy śmierci jej matki. Po długich przemyśleniach stwierdza, że to Gabriella i sir Magnus zabili Elenę, a potem upozorowali jej przypadkową śmierć. Ale aby potwierdzić tę hipotezę, Caitlin prosi przyjaciółkę, aby przez jakiś czas była miła dla Gabrielli.
W obrazach Eleny, Caitlin znajduje ładne ruiny podpisane Opactwo, lipiec 2004. Postanawia dowiedzieć się co to jest Opactwo. Zasiada do laptopa Ludo i znajduje w Internecie ten sam budynek oraz opis Opactwo – Ośrodek Opieki Psychiatrycznej. Nagle do pokoju wchodzi Ludo i widzi, że Caitlin już prawdopodobnie wie o tym, jaka była jego matka. Niespodziewanie z domu znika Summer. Wszyscy zaczynają jej szukać, a do domu nadchodzi wiadomość, że Freddie i Izzy mieli wypadek na motocyklu i trafili do szpitala. Po paru godzinach do Caitlin dzwoni Summer, która prosi ją, aby mogły się spotkać poza domem. Wcześniej, do domu Tilneyów przychodzi Alex di Matteo i mówi rodzinie Summer, że jest w niej zakochany i rozmawiał z nią. Ale dziewczyna uciekła, twierdząc, że chłopak ma wymówkę (chciał wyjechać z babcią do Mediolanu, ale Summer twierdziła, że nie z babcią, a z inną dziewczyną). Caitlin wychodzi na spotkanie z Summer.
Wszystko się wyjaśnia. Nawet życie uczuciowe Caitlin. Mianowicie, Ludo zabiera ją do galerii Lorenza, a następnie na spacer i wyznaje jej miłość. Po paru dniach otwierają galerię prac Eleny Cumani-Tilney w Domku Ogrodnika na terenie posiadłości Tilneyów, a wieczorem maja zamiar wybrać się na wycieczkę łodzią motorową chłopaka. Najpierw jednak, Ludo chce wiedzieć, czy Caitlin nie wyśle przypadkiem artykułu do jednego z tabloidów, na temat śledztwa w sprawie śmierci jego matki. Oburzona dziewczyna zaprzecza temu, choć w jej głowie dość często pojawiały się pomysły na nagłówki takich artykułów. Ludo mówi Caitlin, że zakochał się w niej, gdy zauważył jak poważnie traktuje bzdury wypisywane w plotkarskich czasopismach. Dziewczyna nie dowierza jego słowom, a on w odpowiedzi całuje ją.

## Bohaterowie
- Caitlin Morland – 17-letnia uczennica renomowanego liceum plastycznego Mulberry Court w South Downs. Mieszka wraz z rodzicami i młodszym rodzeństwem. Jest przyjaciółką Summer Tilney. Zakochuje się w jej bracie, Ludo z wzajemnością. Jest uzdolniona plastycznie i umie bardzo dobrze robić zdjęcia.
- Summer Tilney – nowa przyjaciółka Caitlin. Jej matka umarła w tragicznych okolicznościach. Jest zakochana w Aleksie di Matteo, który jest jej przyjacielem z dzieciństwa. Summer jest córką sir Magnusa Tilneya, który jest właścicielem firmy produkującej dżemy.
- Isabella "Izzy" Thorpe – córka ministra edukacji. Jest koleżanką z klasy Caitlin. Zakochuje się z wzajemnością w bracie Caitlin, Jamiem, ale rzuca go dla brata Summer, Freddiego.
- Ludovic "Ludo" Tilney – brat Summer. Jest od niej o 4 lata starszy. Ma brata bliźniaka, Freddiego. Zakochuje się w Caitlin Morland, przyjaciółce Summer.
- James "Jamie" Morland – starszy brat Caitlin. Zakochany w Izzy, która porzuca go dla Freddiego.
- Freddie Tilney – brat Ludo i Summer. Często chodzi pijany i bierze narkotyki. Izzy się w nim zakochuje.
- sir Magnus Tilney – ojciec Summer, Ludo i Freddiego. Właściciel firmy produkującej dżemy. Nie mógł pogodzić się ze śmiercią żony i pochował wszystkie jej obrazy.
- Elena Cumani-Tilney – zmarła żona sir Magnusa Tilneya. Matka Summer, Ludo i Freddiego. Była malarką. Zginęła przez uderzenie w głowę. Była chora psychicznie.
- Lynne Morland – matka Caitlin. Zajmuje się prowadzeniem domu i wychowywaniem dzieci.
- Edward Morland – ojciec Caitlin. Główny wspólnik w kancelarii adwokackiej Morland, Croft i Isingworth.
- Bianca Joseph – córka gwiazdy rocka. Koleżanka Caitlin ze szkoły.
- Tom Porter – kolega Jamiego. Jest zakochany w Caitlin, ale ta nie odwzajemnia jego uczuć. Pierwszy chłopak, z którym całowała się Izzy.
- Gabriella – narzeczona sir Magnusa Tilneya. Była przyjaciółką Eleny.
- Luigi – kierowca Tilneyów w ich posiadłości w Ligurii.
- Tony di Matteo – ojciec Aleksa. Matka Summer, kiedyś ubzdurała sobie, że jest on ojcem Summer.
- Lorenzo – właściciel galerii sztuki niedaleko posiadłości Tilneyów.
- pani Cathcart – nauczycielka w Mulberry Court.